# Bernardo Sayão
Bernardo Sayão est une municipalité brésilienne située dans l'État du Tocantins.